# Elasmus australiensis
Elasmus australiensis är en stekelart som beskrevs av Girault 1912. Elasmus australiensis ingår i släktet Elasmus och familjen finglanssteklar. Inga underarter finns listade i Catalogue of Life.